# Unió de Federacions Esportives de Catalunya
La Unió de Federacions Esportives de Catalunya (UFEC) és una associació esportiva catalana, constituïda per primera vegada el 1933 amb el nom d'Unió Catalana de Federacions Esportives, i reconstituïda el 1985 per la Generalitat de Catalunya. Té com a objectiu coordinar i potenciar les federacions esportives de Catalunya. Des de juny de 2014, el president és Gerard Esteva i Viladecans.

## Història

### Antecedents
La fundació de la Unió Catalana de Federacions Esportives va venir a omplir el buit que havia deixat la Confederació Esportiva de Catalunya, fundada el 1922. La Confederació havia entrat en una profunda crisi fins a pràcticament desaparèixer a vers la fi de 1931. A principi de l'any 1933 es va veure la necessitat de treballar de manera coordinada entre totes les federacions i es va crear una comissió organitzadora encarregada d'elaborar el projecte dels estatuts d'una nova entitat que agrupés l'esport federat català.

### Constitució

#### Unió Catalana de Federacions Esportives
El 3 de juliol de 1933 va ser fundada amb el nom d'Unió Catalana de Federacions Esportives en una Assemblea de federacions convocada per a tal motiu a la seu de la Federació Catalana de Lluita, la seva principal impulsora. En aquella assemblea es van reunir els representants d'una dotzena d'entitats esportives catalanes, a les quals van adherir-se sis més, fins a arribar a les divuit

#### Corporació oficial de la Generalitat
El 17 de juliol de 1934 la Unió va ser declarada corporació oficial de la Generalitat de Catalunya, mitjançant un decret que especificava que, per als efectes d'aquesta oficialitat, es constituïa una Junta Consultiva que tenia com a principal missió col·laborar amb la Generalitat de Catalunya en la coordinació i regularització de l'esport català. La UCFE va deixar les seves activitats el 1936, a causa de la Guerra Civil espanyola.

### La restauració

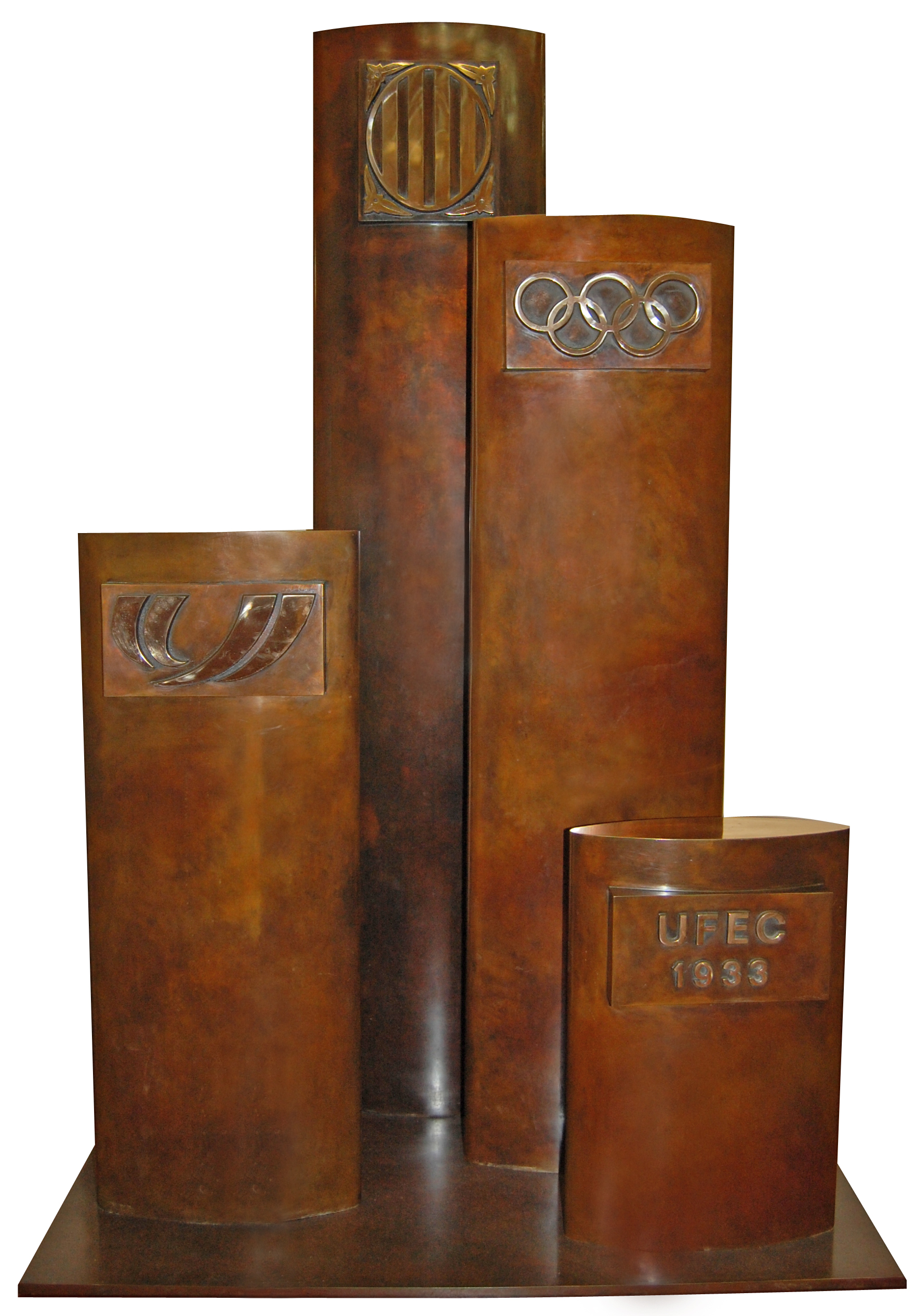
peu de foto: Catalunya i l'Esport

La UFEC va ser reinstaurada quaranta-nou anys més tard, després de deixar enrere la dictadura franquista i una vegada instaurat l'Estat de les Autonomies, la Generalitat de Catalunya va recuperar aquest organisme mitjançant el Decret 196/1985 amb data 15 de juliol, pel qual es creava la Unió de Federacions Esportives Catalanes que l'any 1996, i sota el mandat de David Moner, va canviar el seu nom per Unió de Federacions Esportives de Catalunya
Una setmana després, el 23 de juliol de 1985, es van reunir divuit presidents de federacions catalanes i van acordar convocar una assemblea per tal de constituir la UFEC, elegir el Consell Directiu i el seu president, i redactar els estatuts. L'assemblea constitutiva es va celebrar el 31 de juliol a la sala d'actes de la Direcció General de l'Esport amb l'assistència de trenta-nou de les quaranta-set federacions catalanes legalment constituïdes en aquell moment i es va elegir president provisional Joan de la Llera, que presidia la Federació Catalana de Gimnàstica i va encapçalar l'única candidatura que es va presentar, amb el suport de trenta-nou federacions. També es van elegir els nou membres del Consell Directiu provisional: Francesc Josep d'Abadal (FC de Polo), Jordi Batalla (FC de Tir Olímpic), Francesc Colomer (FC d'Hípica), Àngel Font (FC de Motonàutica), Joan Garrigós (F. Entitats Excursionistes de Catalunya), Francesc Isard (FC d'Esports d'Hivern), Josep Maria Martí (FC de Petanca), Joan Maria Roig (FC de Vela) i Emili Serna (FC de Judo). El Consell Directiu provisional va redactar els estatuts, que van ser aprovats per unanimitat en una assemblea celebrada el 18 de novembre de 1985 a la sala d'actes de la Federació Catalana de Basquetbol amb l'assistència de vint-i-sis federacions. Una vegada constituïda la UFEC i aprovats els seus estatuts, es va obrir un procés electoral per escollir el president i el Consell Directiu definitiu. I el 19 de desembre de 1985, a la sala d'actes de la Direcció General de l'Esport, es va celebrar l'Assemblea General Extraordinària que va elegir Joan de la Llera, també únic candidat, com a president definitiu. Amb ell, van formar el primer Consell Directiu Guillem Ros (FC d'Atletisme) com a vicepresident primer; Àngel Font (FC de Motonàutica) com a vicepresident segon; Josep Ferrer Peris (FC de Tennis) com a tresorer; i Francesc Josep d'Abadal (FC de Polo) com a secretari i cinc vocals Joan Anton Camuñas (FC de Vela), Enric Piquet (FC de Bàsquet), Jordi Batalla (FC de Tir olímpic), Antoni Guasch (FC de Futbol) i Joan Garrigós (F. Entitats Excursionistes de Catalunya). El 16 de gener de 1986, en la primera reunió del Consell Directiu, es va nomenar secretari general Francesc Martínez i Massó, expresident de la F. d'Entitats Excursionistes de Catalunya.
La publicació del Decret 70/1994, de 22 de març pel qual es regulen les federacions esportives catalanes va obrir una nova etapa que es va veure consolidada per la Llei de l'esport 1/2000, de 31 de juliol. En l'actualitat, seixanta-nou federacions formen part de la UFEC i reben els seus serveis i recursos.
L'any 2009 va obtenir el Premi Bones Pràctiques en Comunicació no Sexista que atorga l'Associació de Dones Periodistes de Catalunya, per modificar el llenguatge que es fa servir a l'esport i visibilitzar les dones.
El 2018 va rebre la Creu de Sant Jordi «en reconeixement a [sic] la seva valuosa aportació per difondre la pràctica de l'esport».

## Presidències

### Pompeu Fabra i Poch(1933-36)
Pompeu Fabra a banda de la seva activitat com a filòleg, va ser afeccionat a l'esport, principalment l'excursionisme, era soci del Centre Excursionista de Catalunya des del 1891 i paral·lelament, jugava regularment a tennis, des de 1912 formà part de la secció de tennis del FC Barcelona fins al 1935. Va ser un dels fundadors del Badalona Lawn Tennis Club i soci del Club de Tennis el Masnou, i va presidir entre el 1927 i el 1935 l'Associació de Lawn-Tennis de Catalunya, precedent de la Federació Catalana, càrrec que compaginà amb la presidència de Palestra des del 1930, i la presidència de la UCFE. El 1933 va ser elegit president en l'Assemblea de Federacions del 3 de juliol, juntament amb Joan Roca, com a secretari; Francesc Fàbregues, vicesecretari; Lluís Ortín, tresorer; Francesc Guarner, comptador; Càndid Vidal de Llobatera, arxiver; Joan Boix, bibliotecari; Jaume Güell, Josep Sunyol, Ramon Peypoch, vicepresidents. de manera que esdevingué el màxim dirigent de l'esport català durant els anys de la República.
Es té poca informació del seu mandat al capdavant de la UFEC, però sí que es té constància de l'organització de la I Setmana de l'Esport entre el 25 de maig i el 2 de juny, del 1935 en què, sense subvencions oficials, es van programar una gran varietat d'activitats esportives.
També va ser impulsor d'un programa radiofònic setmanal dedicat a les federacions catalanes emès per Ràdio Barcelona entre 1934 i 1936. Presentació del programa radiofònic a càrrec de Pompeu Fabra:

### Joan de la Llera Trens(1985-87)
De la Llera va presidir al mateix temps la UFEC i la Federació Catalana de Gimnàstica. Quan va arribar a la presidència de la UFEC, ja era president de la de Gimnàstica i de l'Associació Catalana de Dirigents de l'Esport, a més vicepresident de la Federació Espanyola de Gimnàstica.
Joan de la Llera va viure, el 17 d'octubre de 1986, la nominació de Barcelona com a seu dels Jocs Olímpics de 1992, però va tenir molt poc temps per engegar projectes perquè l'11 de desembre de 1987, va morir en un accident de trànsit poc abans de l'aprovació de la Llei de l'esport de la qual havia estat un ferm defensor.

### Guillem Ros Massot(1987-1988)
Quan Joan de la Llera va morir, Guillem Ros que era el president de la Federació Catalana d'Atletisme i vicepresident del Consell Directiu de la UFEC des de la seva creació, el va substituir interinament com a president en funcions, càrrec que va ocupar fins al mes de maig de 1988 quan Enric Piquet va ser elegit com a nou president.

### Enric Piquet i Miquel(1988-1996)
Enric Piquet, que era president de la Federació Catalana de Basquetbol ja formava part del Consell Directiu presidit per Joan de la Llera, el van elegir el 26 d'abril de 1988 encapçalant una candidatura única després de fusionar-se amb la de l'altre candidat, Alexandre Soler Cabot, president de la Federació Catalana de Pentatló Modern. El 1992, poc abans dels Jocs Olímpics, va ser reelegit quan la UFEC ja estava formada per cinquanta-set federacions i el 1996 no es va presentar a la reelecció, perquè la nova llei impedia que un president de federació la dirigís i ell volia seguir al capdavant de la de bàsquet. Del seu mandat cal destacar, per sobre de tot, el procés de reivindicació del paper de les federacions catalanes i de l'ús del català en els Jocs de Barcelona, així com el I Congrés de l'Esport Català o la creació del Servei Lingüístic de la UFEC, que des de 1989 vetlla per la normalització de l'ús del català en l'esport. Durant la seva presidència la Generalitat va publicar el Decret 70/1994 de 22 de març pel qual es regulaven les federacions esportives catalanes, i el 1995 la UFEC va aconseguir la concessió a precari de la gestió del Poliesportiu de l'Estació del Nord, que obriria una etapa molt important en el seu procés d'autofinançament.

### David Moner i Codina(1996-2014)
David Moner va arribar a la presidència després de guanyar les eleccions, celebrades el 25 de novembre de 1996, a Alexandre Soler-Cabot i Leandre Negre. Durant els diversos mandats de Moner, que va ser reelegit quatre vegades més en el càrrec sense oposició, la UFEC va intensificar la seva tasca en la promoció, defensa i representació de l'esport federat català en el seu conjunt, va treballar de la mà amb la Secretaria General de l'Esport en el reconeixement internacional de les seleccions catalanes, i va instaurar la Festa de l'Esport Català, però per sobre de tot va treballar per convertir la Unió en una entitat de serveis amb solidesa econòmica.
A la recerca de recursos propis per finançar els seus objectius, la UFEC va guanyar el 1998 el concurs de la gestió per vint-i-cinc anys del Poliesportiu de l'Estació del Nord i va assumir la seva ampliació i remodelació afegint una piscina a les seves instal·lacions, que va ser inaugurada el 1999. Posteriorment, es van aconseguir la gestió d'altres instal·lacions esportives. L'any 2004, el Comitè Olímpic Català (COC), en fase d'inactivitat per la demora en el seu reconeixement internacional, s'integrà a la UFEC. L'1 de juliol de 2014 deixà el càrrec de president tot donant pas al fins aleshores vicepresident de la UFEC, Gerard Esteva.

## Objectius
La UFEC té com a objectiu principal promocionar i representar l'esport federat a Catalunya, a més de col·laborar i participar amb organismes públics i privats per desenvolupar l'esport en general, vetllar per al foment i la promoció de les activitats de les seleccions esportives catalanes, dels clubs esportius federats de Catalunya i dels seus esportistes tant en l'àmbit autonòmic com internacional i projectar Catalunya com a país esportiu. És un òrgan assessor de la Secretaria General de l'Esport.

## Activitats i difusió
Amb l'objectiu de difondre la realitat federativa catalana, la UFEC dona presència mediàtica a totes aquelles disciplines esportives que es practiquen a Catalunya a través de les pàgines de diferents diaris catalans, del programa setmanal ZonaUFEC que s'emet pel canal de televisió Esport3 de la TV de Catalunya, de la televisió digital pròpia UFECtv UFECTv. A més des del 2011, disposa d'una hemeroteca Hemeroteca Arxivat 2014-10-25 a Wayback Machine. des d'on es poden visualitzar i descarregar totes les notícies.
També organitza diferents actes i esdeveniments que donen a conèixer l'esport en els seus diferents vessants a través de:

### Manifest sobre els greuges a l'esport català
Document reivindicatiu redactat per la Unió i presentat conjuntament per les federacions, els clubs, els esportistes, els consells esportius escolars, els voluntaris i el conjunt del teixit associatiu esportiu de Catalunya, que denuncia i posa de manifest els Greuges i perjudicis que el sector esportiu està patint arran de les darreres accions legislatives i dels poders públics en les seves diferents actuacions, que han menystingut i menyspreat la realitat del sector i estan perjudicant greument l'associacionisme de l'esport, majoritàriament amateur, voluntari i altruista que vol aturar els greuges a l'esport per part del govern central.

## Recursos
La UFEC compta amb recursos propis gràcies a la gestió, a través de concessions administratives, de sis instal·lacions esportives que són el poliesportiu municipal de l'Estació del Nord de Barcelona, Complex Esportiu Municipal d'Alella, el Complex Esportiu Municipal Fondo de les Creus d'Arenys de Mar, Complex Esportiu Sot de les granotes a Sant Celoni, la Piscina Municipal de Salt i les piscines municipals Joan Serra de Sabadell. Una altra font important de generar recursos propis, que es reparteixen entre les diverses federacions, va ser la creació el 2003 de la Unifedesport Corredoria d'Assegurances SA, amb l'objectiu de gestionar pòlisses d'assegurances per a federacions, clubs, entitats i instal·lacions esportives i els seus esportistes.

## Federacions que constitueixen la UFEC
- Federació Catalana d'Activitats Subaquàtiques
- Federació Aèria Catalana
- Federació Catalana d'Agility
- Federació Catalana d'Atletisme
- Federació Catalana d'Automobilisme
- Federació Catalana de Bàdminton
- Federació Catalana de Ball Esportiu
- Federació Catalana de Basquetbol
- Federació Catalana de Beisbol i Softbol
- Federació Catalana de Billar
- Federació Catalana de Bitlles i Bowling
- Federació Catalana de Boxa Amateur
- Federació Catalana de Caça
- Federació Catalana d'Esports per a Cecs
- Federació Catalana de Ciclisme
- Federació Catalana de Coloms Esportius
- Federació Catalana de Coloms Missatgers
- Federació de Curses d'Orientació de Catalunya
- Federació Catalana de Dards
- Federació Catalana d'Esports de Persones amb Discapacitat Física
- Federació Catalana d'Esports per a Disminuïts Psíquics (ACELL)
- Federació d'Entitats Excursionistes de Catalunya
- Federació Catalana d'Esquaix i Raquetbol,
- Federació Catalana d'Esquí Nàutic
- Federació Catalana d'Escacs
- Federació Catalana d'Esgrima
- Federació Catalana d'Esports d'Hivern
- Federació Catalana d'Espeleologia
- Federació Catalana de Físic-Culturisme
- Federació Catalana de Futbol
- Federació Catalana de Futbol Americà
- Federació Catalana de Futbol Sala
- Federació Catalana de Gimnàstica
- Federació Catalana de Golf
- Federació Catalana d'Halterofília
- Federació Catalana d'Handbol
- Federació Catalana d'Hípica
- Federació Catalana d'Hockey
- Federació Catalana de Judo i DA
- Federació Catalana de Karate
- Federació Catalana de Kick Boxing i Muay Thai
- Federació Catalana de Korfbal
- Federació Catalana de Lluita
- Federació Catalana de Motociclisme
- Federació Catalana de Motonàutica
- Federació Catalana de Natació
- Federació Catalana de Pàdel
- Federació Esportiva Catalana Paralítics Cerebrals
- Federació Catalana de Patinatge
- Federació Catalana de Pentatló Modern
- Federació Catalana de Pesca Esportiva i Càsting
- Federació Catalana de Petanca
- Federació Catalana de Pilota
- Federació Catalana de Piragüisme
- Federació Catalana de Pitch and Putt
- Federació Catalana de Polo
- Federació Catalana de Rem
- Federació Catalana de Rugbi
- Federació Catalana de Salvament i Socorrisme
- FE de Sords de Catalunya
- Federació Catalana de Taekwondo
- Federació Catalana de Tennis
- Federació Catalana de Tennis de Taula
- Federació Catalana de Tir amb Arc
- Federació Catalana de Tir Olímpic
- Federació Catalana de Triatló
- Federació Esportiva Catalana de Twirling
- Federació Catalana de Vela
- Federació Catalana de Voleibol.